# Marathon van Amsterdam 1989
De marathon van Amsterdam 1989 werd gelopen op zondag 7 mei 1989. Het was de veertiende editie van deze marathon. 
De Nederlander Gerard Nijboer won de wedstrijd bij de mannen in 2:13.52. Dit was zijn vierde overwinning in Amsterdam, want in 1980, 1984 en 1988 kwam hij ook al als eerste aan. Voor Willy Vanhuylenbroeck was het de derde keer in vijf jaar tijd dat hij als tweede finishte. De Belg, die de wedstrijd bovendien in 1986 wist te winnen, moest een halve minuut op Nijboer toegeven. De wedstrijd bij de vrouwen werd gewonnen door de Poolse Gabriela Górzyńska in 2:47.16.

## Uitslagen

### Mannen
| rang   | naam                  | land | tijd    |
| ------ | --------------------- | ---- | ------- |
| Goud   | Gerard Nijboer        | NED  | 2:13.52 |
| Zilver | Willy Vanhuylenbroeck | BEL  | 2:14.22 |
| Brons  | Aart Stigter          | NED  | 2:15.14 |
| 4      | Kim Reynierse         | NED  | 2:15.15 |
| 5      | Mehmet Terzi          | TUR  | 2:16.04 |
| 6      | Gerard Smit           | NED  | 2:16.49 |
| 7      | Philbert Nada Saktay  | TAN  | 2:19.04 |
| 8      | Hitoshi Saotome       | JPN  | 2:20.10 |
| 9      | Michel de Maat        | NED  | 2:21.51 |
| 10     | Zimmerman             | FRG  | 2:23.37 |

### Vrouwen
| rang   | naam               | land | tijd    |
| ------ | ------------------ | ---- | ------- |
| Goud   | Gabriela Górzyńska | POL  | 2:47.16 |
| Zilver | Karla Kolenovska   | TCH  | 2:54.33 |
| Brons  | Niesje Groenwold   | NED  | 2:56.20 |

1975 ·
1976 ·
1977 ·
1978 ·
1979 ·
1980 ·
1981 ·
1982 ·
1983 ·
1984 ·
1985 ·
1986 ·
1987 ·
1988 ·
1989 ·
1990 ·
1991 ·
1992 ·
1993 ·
1994 ·
1995 ·
1996 ·
1997 ·
1998 ·
1999 ·
2000 ·
2001 ·
2002 ·
2003 ·
2004 ·
2005 ·
2006 ·
2007 ·
2008 ·
2009 ·
2010 ·
2011 ·
2012 ·
2013 ·
2014 ·
2015 ·
2016 ·
2017 ·
2018 ·
2019 ·
2020 ·
2021 ·
2022 ·
2023 ·
2024 ·
2025